# Langues sulawesi du Sud

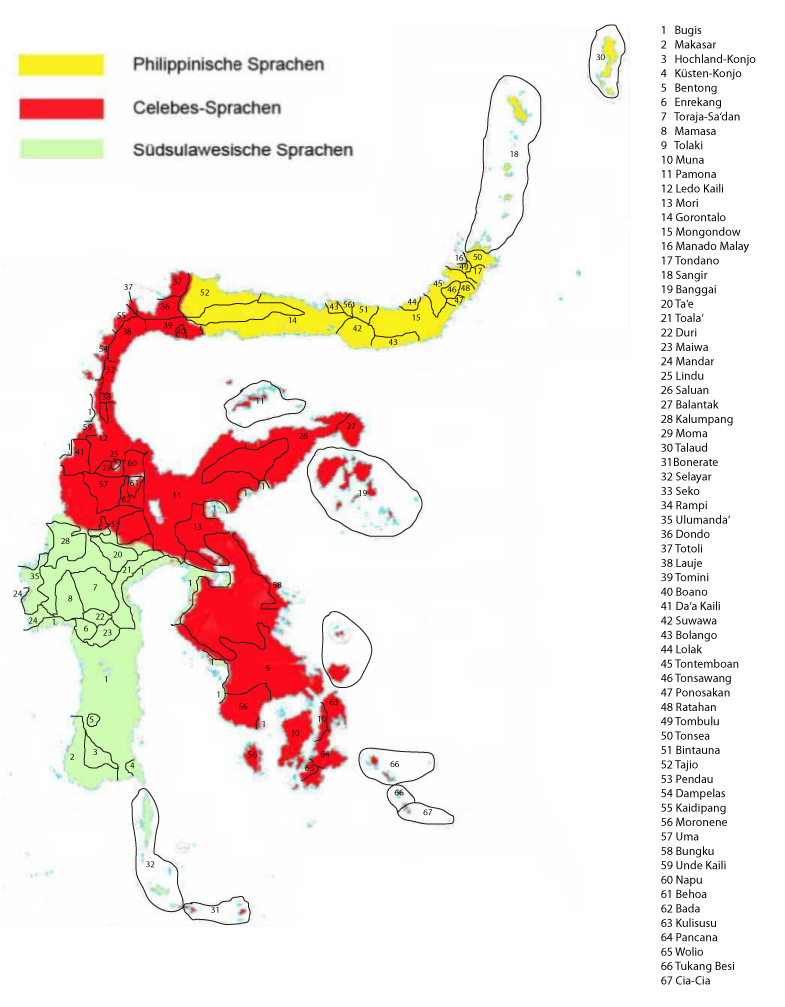
Les groupes linguistiques de Sulawesi. Les langues sulawesi du Sud sont marquées en vert clair.

Les langues sulawesi du Sud sont un ensemble de langues d'Indonésie parlées, comme leur nom l'indique, dans le sud de Sulawesi (l'île de Célèbes). Au nombre de 31, elles forment un rameau de la branche malayo-polynésienne des langues austronésiennes. Elles sont essentiellement parlées dans la province de Sulawesi du Sud.

## Classification
Les langues sulawesi du Sud forment, pour Adelaar (2005), un des sous-groupes des langues malayo-polynésiennes occidentales.

### Liste des langues
- langues tamaniques :
  - embaloh
  - taman
  - kalis
- bugis
- lemolang
- makassar
- sous-groupe du Nord
  - sa’dan-toraja
  - mandar
  - massenrempulu
  - mamuju
  - pitu ulunna salu
- seko

D'autres tentaives de classification existent. Certains on classé les langues sulawesiennes méridionales comme un groupe au sein du rameau des langues sulawesiennes, un autre rameau des langues malayo-polynésiennes, appelé langues célèbiques. Ces hypothèses sont rejetées comme non prouvées par Adelaar
Pour Adelaar (2005) les langues sud sulawesi sont apparentées à un petit groupe de langues parlés par des populations dayak de l'ouest de Bornéo, les langues tamaniques.

### Sources
- (en) Adelaar, Alexander, The Austronesian Languages of Asia and Madagascar: A Historical Perspective, The Austronesian Languages of Asia and Madagascar, pp. 1-42, Routledge Language Family Series, Londres, Routledge, 2005,  (ISBN 0-7007-1286-0)